# Attributs des dieux nordiques

## Fabrication des objets précieux des dieux
La fabrication des objets précieux des dieux de la mythologie nordique est racontée par Snorri Sturluson dans son Edda (Skaldskaparmal, 35), pour expliquer pourquoi l'or est désigné par la kenning « chevelure de Sif » (haddr Sifjar).
Loki ayant, par farce, coupé les cheveux de Sif, la femme de Thor, ce dernier s’apprêta à le tuer. Mais Loki s'engagea à faire fabriquer par les Alfes noirs des cheveux d'or qui pousseraient comme des vrais.
Il se rendit donc chez des nains, les fils d'Ivaldi, qui fabriquèrent la chevelure ainsi que le bateau Skidbladnir et la lance d'Odin, Gungnir.
Loki paria alors sa tête avec le nain Brokk que son frère Eitri serait incapable de produire des objets d'aussi bonne qualité que ceux-là.
Le pari fut accepté et Eitri plaça une peau de porc dans sa forge, demandant à Brokk d'actionner le soufflet sans s'interrompre. Bien qu'une mouche l'ait piqué à la main, Brokk y parvint et Eitri sortit du fourneau un sanglier dont les soies étaient en or. Dans la Gylfaginning (48) et le Skaldskaparmal (7), Snorri nomme ce sanglier Gullinbursti ou Slidrugtanni.
Eitri plaça ensuite de l'or dans la forge. Brokk réussit de nouveau à actionner le soufflet sans interruption,  bien que la mouche l'ait piqué au cou deux fois plus fort, et ce fut l'anneau Draupnir qui fut fabriqué.
Eitri plaça enfin du fer dans la forge. Cette fois, la mouche piqua Brokk à la paupière. Du sang coula dans ses yeux, et le nain ne put s'empêcher de faire un geste pour chasser l'insecte. Eitri retira ensuite du fourneau un marteau, Mjöllnir.
Loki et Brokk apportèrent les objets à Ásgard, pour qu'Odin, Thor et Freyr puissent désigner le vainqueur du pari. De Loki, Odin reçut Gungnir, une lance qui ne s'arrêtait jamais pendant son jet, Thor eut la chevelure d'or, qui poussait comme de vrais cheveux, et Freyr, Skidbladnir, un bateau qui avait toujours bon vent et pouvait se replier pour être rangé dans une poche.
Brokk remit ensuite les objets fabriqués par son frère : à Odin, l’anneau dont dégouttaient toutes les neuf nuits huit anneaux du même poids ; à Freyr le sanglier, capable de courir dans l'air et sur l'eau plus vite que n'importe quel cheval, et éclairant les ténèbres les plus profondes grâce à ses soies d'or ; à Thor un marteau indestructible, atteignant toujours sa cible et revenant immanquablement dans la main de celui qui le lançait, mais au manche un peu court.
Les dieux jugèrent que le marteau était le meilleur de ces objets, car il pouvait les protéger des géants et que, par conséquent, Brokk avait remporté son pari. Loki proposa dans un premier temps au nain de racheter sa tête puis, devant son refus, tenta de prendre la fuite, mais il fut rattrapé par Thor. Loki fit alors valoir que c'était sa tête et non son cou qu'il avait parié, et que le nain ne pouvait donc pas le lui couper. Brokk se rendit à cet argument et se contenta de coudre les lèvres de Loki avec une lanière nommée Vartari.

## Liste des attributs par divinité
- Freyja :
  - Char tiré par des chats
  - Collier des Brísingar
  - Valshamr, son manteau de plume de faucon. Il lui permettait de voyager à travers les neuf mondes
  - Hildisvíni, son sanglier de bataille

- Freyr :
  - Skidbladnir, son bateau
  - Gullinbursti ou Slidrugtanni, son sanglier
  - Épée qui sait se battre seule. Il la donna à Skírnir
- Frigg :
  - Plumes d'oiseaux (souvent faucon ou corbeau )
  - Rouet, qui lui permet de tisser le destin et les nuages. Parfois remplacé par une quenouille
  - Quenouille avec fuseau, qui lui permet de tisser le destin et les nuages. Souvent remplacé par un rouet

- Loki :
  - Chaussures qui lui permettent de courir à travers les airs et la mer

- Odin :
  - Draupnir, son anneau
  - Gungnir,sa lance. Elle ne rate jamais sa cible
  - Hugin et Munin, ses corbeaux qui parcourent le monde et lui murmurent à l'oreille ce qu'ils ont vu
  - Sleipnir, son cheval à huit pattes
  - Geri et Freki, ses loups

- Thor :
  - Mjöllnir, son marteau
  - Megingjord, sa ceinture,qui augmente sa force
  - Járngreipr, ses gants en fer
  - Char tiré par deux boucs, Tanngrisnir et Tanngnjóstr

- Vidar :
  - Épaisse chaussure composée des bouts de cuir que les hommes coupent à l'avant et au talon de leurs chaussures

- Baldr
  - Hringhorni, son navire

- Eir
  - Couleur verte
  - Fleur nommée « fleur d'Eir »

- Sága
  - Coupe d'or, remplie d'hydromel, qu'elle apporte chaque jour à son père

- Týr
  - Main manquante. Curieusement, la manière dont on reconnaît volontiers Tyr, c'est sa main manquante, arrachée par le loup Fenrir

- Gefjon
  - Bœufs, qui lui ont permis de « créer » l'île danoise de Seeland

- Idunn
  - Pommes d'Idunn ,pommes qui permettent à celui qui les mange de rajeunir

- Höd
  - Cécité
  - Flèche de gui qu'il lancera sur son frère Baldr, causant involontairement sa mort

- Sigyn
  - Coupole qui lui permet de récupérer le venin du serpent placé au dessus de la tête de son époux Loki, et ainsi lui éviter des souffrances

- Ull
  - Arc
  - Bouclier, qui lui permettait de voguer en mer

- Gná
  - Hófvarpnir, son cheval, capable de galoper aussi bien sur terre, qu'en mer et dans le ciel

- Dag
  - Skínfaxi, son cheval à la crinière lumineuse

- Skadi
  - Arc et flèches
  - Ski

- Máni
  - Char tiré par des chevaux

- Sól
  - Char tiré par deux chevaux:Árvakr et Alsviðr
  - Svalin,le bouclier qui permet au Soleil de pas brûler la Terre

- Rán
  - Filet qui lui permettait de ramener les noyés à elle

- Sif
  - Chevelure d'or

- Nótt
  - Hrímfaxi, son cheval

- Heimdall
  - Dent en or
  - Gjallarhorn, la corne annonçant le Ragnarök

## Note
1. ↑  Comme dans la Lokasenna (54) Loki se vante que Sif ait trompé son mari avec lui, Carolyne Larrington a suggéré que c'était peut-être à cette occasion qu'il avait pu s'approcher assez près de la déesse pour lui couper les cheveux (Poetic Edda, Oxford University Press, 1999 [détail de l’édition]).

## Sources
- Snorri Sturluson, L'Edda [détail des éditions] ;
- L’Edda poétique [détail des éditions] ;